# Міхурник малоазійський
Міхурник малоазійський, міхурник кілікійський (Colutea cilicica) — вид квіткових рослин з родини бобових (Fabaceae).

## Біоморфологічна характеристика
Кущ до 5 м заввишки. Старші пагони сіро-бурі. Листочки до 30 мм, від еліптичних до обернено-яйцюватих. Чашечка запушена чорно-білими волосками. Віночок 20–22 мм, крила завжди довші за човник, з добре вираженим на вигині шпорцем.

## Поширення
Поширення: пд. Європа, зх. Азія (Болгарія, Греція, Іран, Ірак, Крим, Ліван-Сирія, Північний Кавказ, Південний Кавказ, Туреччина).
В Україні вид росте у сухих та світлих лісах та чагарниках; культивують у садах